# 움베르토 보시
움베르토 보시(이탈리아어: Umberto Bossi, 1941년 9월 19일~)는 이탈리아의 정치인이다. 지역주의 정당인 북부동맹을 창당, 이탈리아 북부를 독립시키려고 하였다.

## 같이 보기
- 파다니아